# 旭龢道

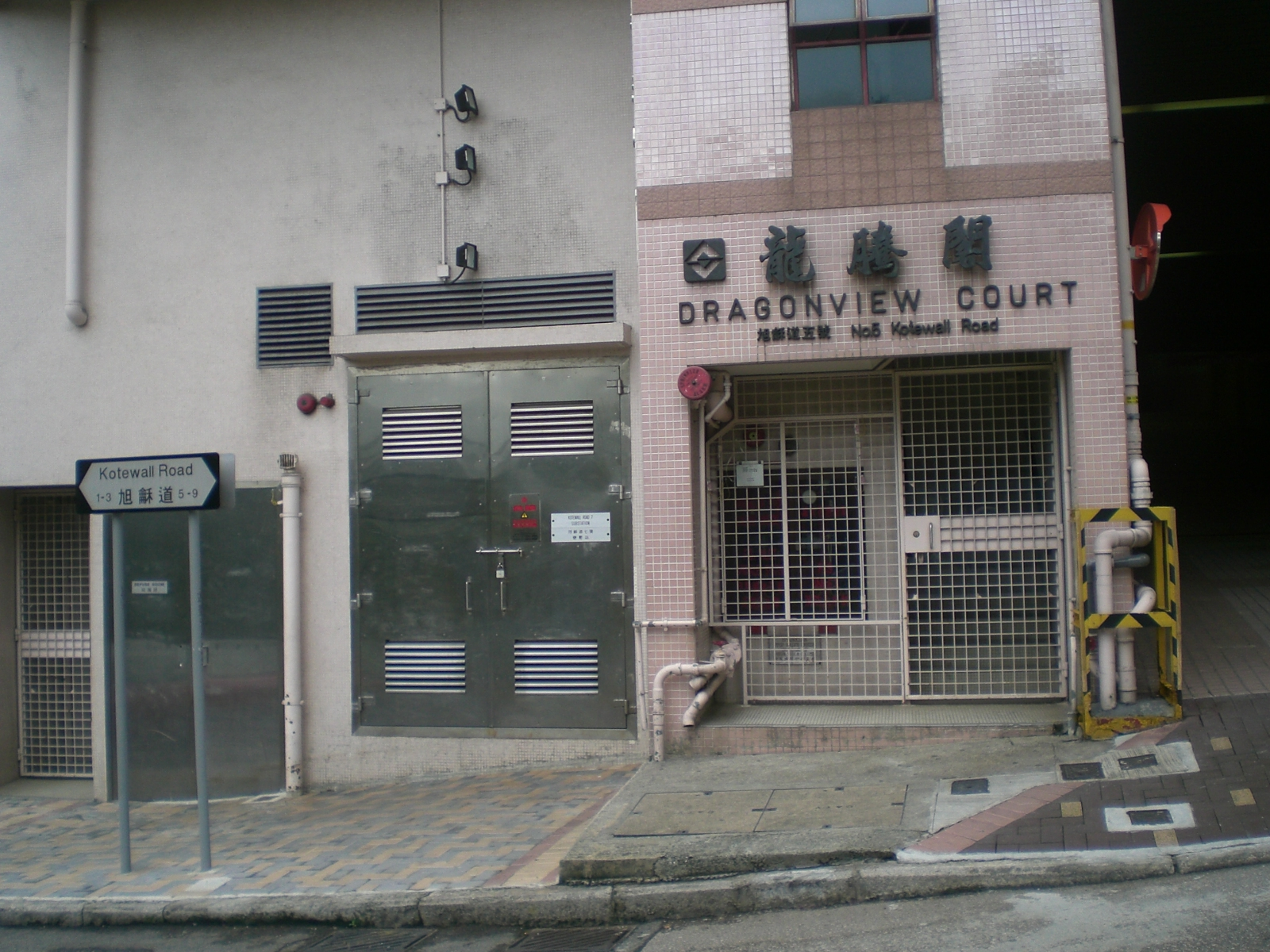
旭龢道5號

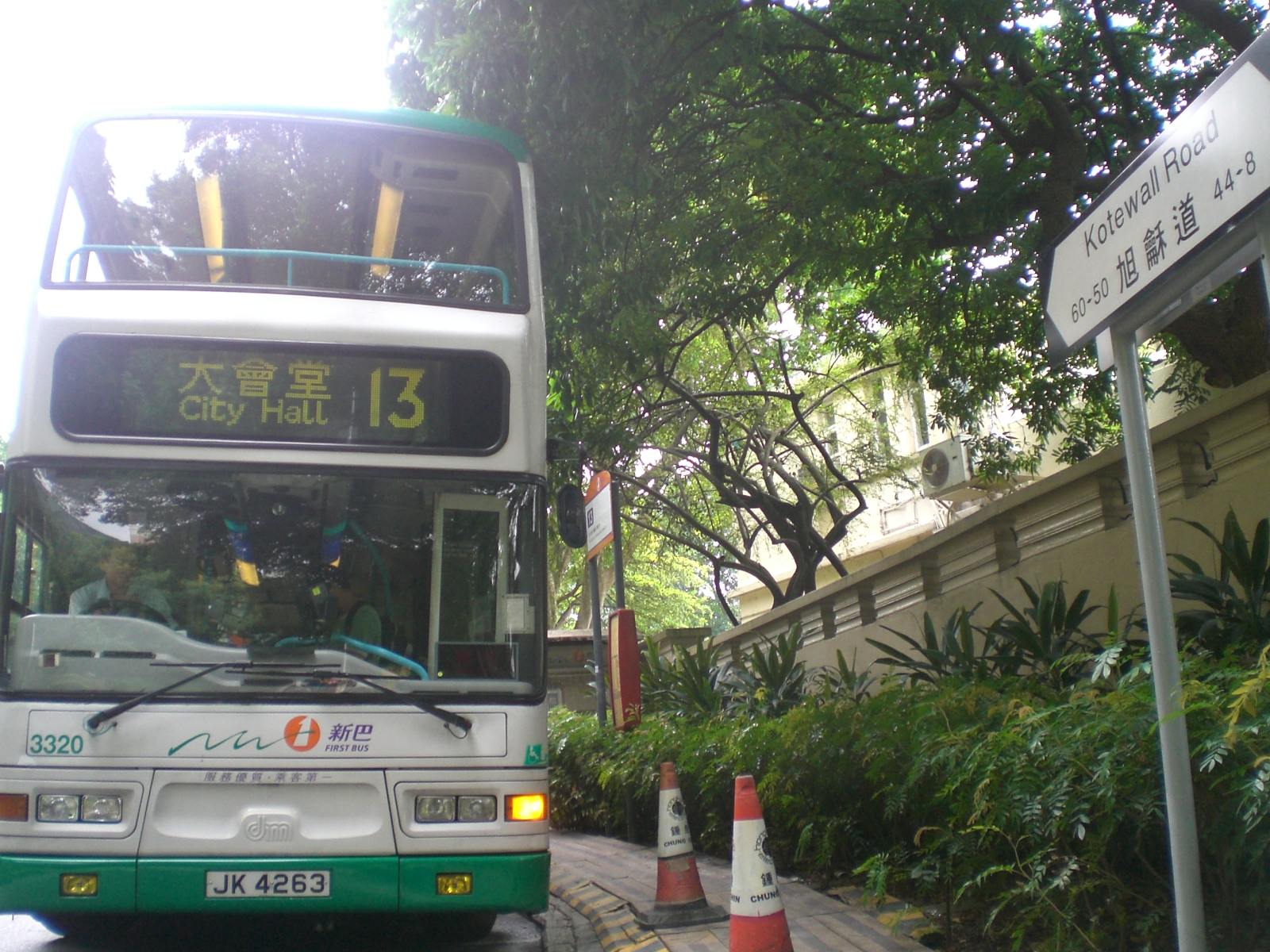
旭龢道新巴13號線車站

旭龢道（英語：Kotewall Road）是香港港島西半山的一條街道，全長400米，是上下山的雙行車路之一。旭龢道位於香港大學東南的山坡上，它的北端與羅便臣道交界，西端與干德道交界。旭龢道的西北方可以望見香港大學本部的校院及宿舍。

## 歷史
旭龢道約於1910年代由香港富商羅旭龢爵士興建。1920年代，該處為修車房的集中地，為干德道、旭龢道及寶珊道一帶的富戶提供服務。現存的石寓為唯一現存的修車房建築。
1972年六一八雨災，旭龢道發生山泥傾瀉，整座旭龢大廈被山泥沖塌下來，並波及到附近住宅「景翠園」；而後來該處舊址重建成為一個小型公園，建於山坡腰，名為旭龢道休憩花園。

## 交匯道路
- 羅便臣道
- 屋蘭士街
- 克頓道
- 干德道
- 大學道
- 寶珊道

## 相關
- 維多利亞城
- 西環濾水廠工人宿舍
- 石寓 （香港三級歷史建築）
- 旭龢道巴士總站－城巴13線總站

## 外部連結
- 旭龢道地圖 （页面存档备份，存于）
- 1972年6月18日半山旭龢道 （页面存档备份，存于）及山泥傾瀉個案 （页面存档备份，存于）
- 羅旭龢爵士是20世紀初的香港社會傑出人士